# Distrito de Belle-Anse
El distrito de Belle-Anse (en francés arrondissement de Belle-Anse; y en criollo haitiano: awondisman Bèlans) es una división administrativa haitiana, que está situada en el departamento de Sureste.

## División territorial
Está formado por el reagrupamiento de cuatro comunas:
- Anse-à-Pitre
- Belle-Anse
- Grand-Gosier
- Thiotte